# 天霊教
天霊教(てんれいきょう)とは、日本の大阪府東成郡依羅村にかつてあった宗教団体である。

## 沿革

### 大正11年
天霊教が中野天源大霊師により開創される。

### 大正16年
「皇国惟神」という教典が天霊教本院で作成される。
この教典は一般販売された訳では無く、天霊教の信者のみ配布された物である。

## 教理(活現)
- 新大日本主義を教布して天皇国の大命令を宣博す
- 妙霊の活現を闡明して思想を統一し宗教を革新す
- 宇宙絶根の霊理に基きて人生の開運除災を顕示す
- 絶対天霊の交感に依り至誠似て難病救済を寛現す
- 神秘霊玄の仙律に則り長生保健の妙法術に博授す